# Ken Wallace
Ken (Kenneth) Wallace (ur. 26 lipca 1983 w Gosford) – australijski kajakarz, dwukrotny medalista olimpijski z Pekinu.
Pływa w jedynce. Kajakarstwo zaczął uprawiać w wieku 16 lat. Odnosił sukcesy w rywalizacji juniorskiej i młodzieżowej, w 2001 był mistrzem świata. W seniorskiej rywalizacji medale olimpijskie z Pekinu są jego największym sukcesem. Brał udział w mistrzostwach świata w 2006, w 2009 zdobył brąz na dystansie 500 metrów.